# فهرست فیلم‌های مرتبط با هولوکاست
این نوشتار در برگیرنده فهرستی از فهرست فیلم‌های مرتبط با هولوکاست است و شامل فیلم‌های داستانی و مستند می‌شود. تعدادی از فیلم‌ها در دهه ۱۹۴۰ میلادی و پیش از گسترش دامنه هولوکاست ساخته شده‌اند.
فیلم‌های داستانی: دهه ۱۹۴۰ •  دهه ۱۹۵۰ •  دهه ۱۹۶۰ •  دهه ۱۹۷۰ •  دهه ۱۹۸۰ •  دهه ۱۹۹۰ •  دهه ۲۰۰۰ •  دهه ۲۰۱۰
جستارهای وابسته •  منابع

## دهه ۱۹۴۰
| سال  | کشور                    | عنوان                       | کارگردان                     | توضیح |
| ---- | ----------------------- | --------------------------- | ---------------------------- | --- |
| ۱۹۴۰ | بریتانیا                | قطار شبانه به مونیخ         | کارول رید                    | نخستین فیلمی که اقدام به نمایش اردوگاه‌های کار اجباری کرد.                                                |
| ۱۹۴۵ | اتحادیه شوروی           | مغلوب نشده                  | مارک دانسکوی                 | نخستین فیلمی که به کشتار جمعی یهودیان در مناطق اشغالی می‌پردازد. برنده جایزه ۱۹۴۶ جشنواره فیلم ونیز       |
| ۱۹۴۶ | ایالات متحده            | بیگانه                      | اورسن ولز                    | نخستین فیلمی که شامل تصاویر واقعی اردوگاه‌های کار اجباری بود.                                             |
| ۱۹۴۶ | آلمان                   | Die Mörder sind unter uns   | ولفگانگ اشتاوته              | نخستین فیلم آلمانی دربارهٔ قساوت‌های دوران جنگ                                                             |
| ۱۹۴۷ | لهستان                  | مرحله نهایی                 | واندا یاکوبوفسکا             | |
| ۱۹۴۷ | آلمان                   | Ehe im Schatten             | کورت متزیگ                   | |
| ۱۹۴۷ | آلمان                   | Zwischen Gestern und Morgen | هارالد براون                 | یکی از نخستین فیلم‌های ساخته‌شده در مونیخ پس از جنگ و نخستین فیلمی که هولوکاست را به صراحت به نمایش گذاشت. |
| ۱۹۴۸ | آلمان                   | موریتوری                    | یوگن یورک                    | |
| ۱۹۴۸ | ایالات متحده            | جستجو                       | فرد زینمان                   | در برلین پساجنگ، کاراگاهی خصوصی به پسری گم‌شده از چک کمک می‌کند تا مادر خود را بیابد.                      |
| ۱۹۴۸ | لهستان                  | Ulica Graniczna             | الکساندر فورد                | فیلمی لهستانی دربارهٔ خیزش گتوی ورشو.                                                                     |
| ۱۹۴۹ | ایتالیا                 | L'ebreo errante             | گوفردو آلساندرینی            | نخستین فیلم ایتالیایی که به صراحت دربارهٔ هولوکاست می‌پردازد.                                              |
| ۱۹۴۹ | ایالات متحده آلمان غربی | Lang ist der Weg            | هربرت فردرزدورف مارک گلدستین | |

## دهه ۱۹۵۰
| سال     | کشور                    | عنوان            | کارگردان        | توضیح |
| ------- | ----------------------- | ---------------- | --------------- | --- |
| ۱۹۵۰    | چکسلواکی                | سفر طولانی       | آلفرد رادوک     | |
| ۱۹۵۳    | ایالات متحده            | ژانگوله          | ادوارد دمیتریک  | در ۱۹۴۹، زندانی پیشین اردوگاه‌های کار اجباری و اهل برلین، هانس مولر، به اسراییل مهاجرت می‌کند، اما به دلیل ضربه‌های روحی توانایی خوی گرفتن با زندگی دوران صلح را ندارد. |
| ۱۹۵۶    | ایالات متحده            | خواندن در تاریکی | مکس نوسک        | موزیکالی دربارهٔ بازمانده‌ای از هولوکاست که دچار فراموشی است. |
| ۱۹۵۸–۵۹ | ایالات متحده            | تعقیب            | ایان شارپ       | مجموعه آنتولوژی |
| ۱۹۵۹    | آلمان شرقی بلغارستان    | ستاره‌ها          | کنراد ولف       | |
| ۱۹۵۹    | ایالات متحده            | خاطرات آنه فرانک | جرج استیونز     | برنده ۳ جایزه اسکار، از جمله بهترین بازیگر نقش مکمل زن |
| ۱۹۵۹    | ایتالیا یوگسلاوی فرانسه | کاپو             | جیلو پونته‌کوروو | |

## دهه ۱۹۶۰
| سال  | کشور         | عنوان                  | کارگردان               | توضیح |
| ---- | ------------ | ---------------------- | ---------------------- | --- |
| ۱۹۶۰ | چکسلواکی     | رومئو، ژولیت و تاریکی  | یژی وایش               | دربارهٔ عملیات انتروپوید |
| ۱۹۶۰ | ایالات متحده | خروج                   | اتو پرمینگر            | بر پایه رمانی از لئون اوریس; فیلمنامه از دالتون ترامبو.                                                                           |
| ۱۹۶۰ | یوگسلاوی     | دایره نهم              | فرانس استیگلیچ         | |
| ۱۹۶۱ | ایتالیا      | طلای رم                | کارلو لیتزانی          | عنوان ایتالیایی: L'oro di Roma |
| ۱۹۶۱ | ایالات متحده | محاکمه در نورنبرگ      | استنلی کریمر           | برنده ۲ جایزه اسکار برای بهترین بازیگر نقش اول مرد و بهترین فیلم‌نامه اقتباسی                                                      |
| ۱۹۶۱ | لهستان       | سامسون                 | آندری وایدا            | |
| ۱۹۶۱ | بلژیک        | L'enclos               | آرمون گتی              | برنده جایزه منتقدان از جشنواره فیلم کن ۱۹۶۱                                                                                       |
| ۱۹۶۳ | لهستان       | سرنشین                 | آندری مونک             | |
| ۱۹۶۳ | آلمان شرقی   | برهنه در میان گرگ‌ها    | فرانک بایر             | |
| ۱۹۶۴ | ایالات متحده | گروبردار               | سیدنی لومت             | گروبرداری یهودی که قربانی جنایت‌های نازی‌ها شده بود ایمان خود به انسان‌ها را از دست می‌دهد اما خیلی دیر متوجه تراژدی اعمال خود می‌شود. |
| ۱۹۶۵ | آلمان شرقی   | Chronik eines Mordes   | یواخیم هسلر            | |
| ۱۹۶۵ | چکسلواکی     | فروشگاه در خیابان اصلی | یان کادار و المار کلوس | |
| ۱۹۶۵ | آلمان        | تحقیقات                | پتر وایس               | |
| ۱۹۶۷ | ایالات متحده | خاطرات آنه فرانک       | الکس سگال              | |
| ۱۹۶۷ | فرانسه       | ارتش سایه‌ها            | ژان-پیر ملویل          | |

## دهه ۱۹۷۰
| سال  | کشور                | عنوان                        | کارگردان                    | توضیح |
| ---- | ------------------- | ---------------------------- | --------------------------- | --- |
| ۱۹۷۰ | لهستان              | اپل                          | Ryszard Czekałaریشارد چکایا | فیلم کوتاه انیمیشنی |
| ۱۹۷۰ | ایتالیا آلمان غربی  | باغ فینزی کوینتینی           | ویتوریو دسیکا               | برنده اسکار بهترین فیلم خارجی |
| ۱۹۷۰ | یوگسلاوی            | Hranjenik                    | واتروسلاو میمیکا            | |
| ۱۹۷۲ | ایالات متحده        | روزی که دلقک گریست           | جری لوئیس                   | هرگز به نمایش عمومی در نیامد |
| ۱۹۷۳ | اسراییل آلمان غربی  | Sie sind frei, Dr. Korczak   | الکساندر فورد               | |
| ۱۹۷۴ | بریتانیا            | QB VII                       | تام گریس                    | مجموعه کوتاه تلویزیونی؛ بر پایه رمانی به همین نام از لئون اوریس |
| ۱۹۷۴ | ایتالیا             | هتلبان شب                    | لیلیانا کاوانی              | |
| ۱۹۷۴ | بریتانیا آلمان غربی | پرونده اودسا                 | رونالد نیم                  | بر پایه رمانی از فردریک فورسایت با همین نام |
| ۱۹۷۵ | آلمان شرقی          | یعقوب کذاب                   | فرانک بایر                  | بر پایه رمانی از یوریک بکر با همین نام |
| ۱۹۷۵ | ایالات متحده        | پناهگاه                      | جیمز کولیر                  | بر پایه خودزندگی‌نامه کوری تن بوم |
| ۱۹۷۵ | ایتالیا             | هفت زیبا                     | لینا ورتمولر                | |
| ۱۹۷۵ | ایالات متحده        | مردی در اتاق شیشه‌ای          | آرتور هیلر                  | |
| ۱۹۷۶ | ایالات متحده        | ماراتن من                    | جان شلزینجر                 | |
| ۱۹۷۶ | اسپانیا             | سفر نفرین‌شدگان               | استوارت روزنبرگ             | |
| ۱۹۷۷ | ایتالیا             | L'ultima orgia del III Reich | چزاره کانواری               | |
| ۱۹۷۷ | ایالات متحده        | جولیا                        | فرد زینمان                  | بر پایه کتابی از لیلیان هلمن دربارهٔ دوستی دیرینه نویسنده با «جولیا» که در جنگ علیه نازی‌ها در سال‌های پیش از آغاز جنگ جهانی دوم شرکت داشت. نامزد ۱۱ جایزه اسکار، از جمله بهترین فیلم |
| ۱۹۷۸ | ایالات متحده        | هولوکاست                     | ماروین جی. چامسکی           | مینی‌سریال تلویزیونی که باعث جا افتادن واژه 'هولوکاست' شد. |
| ۱۹۷۸ | یوگسلاوی            | Okupacija u 26 slika         | لردان زافرانوویچ            | |
| ۱۹۷۹ | آلمان غربی          | Baranski                     | ورنر مستن                   | |
| ۱۹۷۹ | آلمان غربی          | داویت                        | پیتر لیلینتال               | |
| ۱۹۷۹ | ایالات متحده        | خانه خیابان گریبالدی         | پیتر کالینسن                | |

## دهه ۱۹۸۰
| سال  | کشور                            | عنوان                                  | کارگردان        | توضیح |
| ۱۹۸۰ | ایالات متحده                    | خاطرات آنه فرانک                       | بوریس ساگال     | فیلم تلویزیونی |
| ۱۹۸۰ | ایالات متحده                    | خریدن زمان                             | دنیل من         | |
| ۱۹۸۱ | فرانسه                          | Les Uns et les Autres                  | کلود لولوش      | |
| ۱۹۸۲ | آلمان غربی                      | Ein Stück Himmel                       | فرانتس پتر ورت  | |
| ۱۹۸۲ | ایالات متحده                    | انتخاب سوفی                            | آلن جی پاکولا   | بر پایه رمانی از ویلیام استیرن؛ مریل استریپ برنده جایزه اسکار بهترین بازیگر نقش اول زن شد                                          |
| ۱۹۸۲ | اتریش                           | خدا دیگر به ما باور ندارد              | اکسل کورتی      | |
| ۱۹۸۳ | فرانسه کانادا                   | برای آنانی که دوستشان داشته‌ام          | روبر انریکو     | |
| ۱۹۸۳ | مجارستان                        | شورش یاکوب                             | بارنا کابای     | |
| ۱۹۸۳ | ایالات متحده                    | بودن یا نبودن                          | الن جانسون      | بازساخت کمدی ۱۹۴۲, با بازی مل بروکس و آن بنکرافت.                                                                                  |
| ۱۹۸۳ | ایالات متحده آلمان غربی ایتالیا | The Scarlet and the Black              | جری لاندن       | |
| ۱۹۸۴ | یوگسلاوی                        | Banjica                                | ساوا مرماک      | مینی‌سریال تلویزیونی |
| ۱۹۸۴ | آلمان غربی بریتانیا             | ممنوع                                  | انتونی پیج      | |
| ۱۹۸۴ | آلمان غربی                      | Wannseekonferenz                       | هانتس شرک       | فیلم تلویزیونی |
| ۱۹۸۵ | ایالات متحده                    | Wallenberg: A Hero's Story             | لمانت جانسون    | |
| ۱۹۸۵ | کانادا                          | ترانه‌های تاریک                         | ابی جک نیدیک    | مستند |
| ۱۹۸۵ | شوروی                           | الم کلیموف                             | الم کلیموف      | |
| ۱۹۸۷ | بریتانیا یوگسلاوی               | فرار از سوبیبور                        | جک گلد          | نامزد ۳ جایزه گلدن گلوب; ۲ جایزه از جمله بهترین مجموعه تلویزیونی کوتاه یا فیلم تلویزیونی را برد                                    |
| ۱۹۸۷ | فرانسه                          | خداحافظ بچه‌ها                          | لویی مال        | |
| ۱۹۸۸ | لهستان ایالات متحده             | آنگاه ویولون از نواختن ایستاد          | الکساندر راماتی | |
| ۱۹۸۸ | ایالات متحده                    | اتاق زیر شیروانی: پنهان کردن آنه فرانک | جان ارمن        | فیلم تلویزیونی |
| ۱۹۸۸ | ایالات متحده                    | جنگ هانا                               | مناهم گولان     | |
| ۱۹۸۸ | ایالات متحده                    | جنگ و یادبود                           | دان کورتیز      | بر پایه رمانی از هرمان ووک نامزد ۱۵ جایزه امی ساعات پربیننده; برنده ۳ از جمله جایزه امی ساعات پربیننده برای مجموعه تلویزیونی کوتاه |
| ۱۹۸۹ | ایالات متحده                    | دشمنان، یک داستان عاشقانه              | پل مازورسکی     | بر پایه رمانی از ایزاک بشویس سینگ                                                                                                  |
| ۱۹۸۹ | ایالات متحده                    | جعبه موسیقی                            | کوستا گاوراس    | |
| ۱۹۸۹ | ایالات متحده                    | Triumph of the Spirit                  | رابرت ام یونگ   | |

## دهه ۱۹۹۰
| سال  | کشور                             | عنوان                                                           | کارگردان                     | توضیح |
| ---- | -------------------------------- | --------------------------------------------------------------- | ---------------------------- | --- |
| ۱۹۹۰ | آلمان غربی                       | طلای آبراهام                                                    | یورگ گریسر                   | |
| ۱۹۹۰ | آلمان غربی                       | Der Tod ist ein Meister aus Deutschland                         | لیا روش و ابرهارد یکل        | |
| ۱۹۹۰ | استرالیا                         | پدر                                                             | جان پاور                     | |
| ۱۹۹۰ | لهستان                           | کورچاک                                                          | آندری وایدا                  | بر پایه داستان واقعی دکتر Dr. یانوش کورچاک و تلاشش برای زنده نگاه داشتن کودکان در نوانخانه ای در گتو ورشو.                                                                |
| ۱۹۹۰ | آلمان فرانسه لهستان              | اروپا اروپا                                                     | آگنیشکا هولاند               | نامزد جایزه اسکار بهترین فیلم‌نامه اقتباسی |
| ۱۹۹۱ | لهستان                           | Jeszcze tylko ten las                                           | یان اومنیتسکی                | |
| ۱۹۹۱ | چکسلواکی                         | Poslední motýl                                                  | کارل کاخینیا                 | |
| ۱۹۹۱ | ایالات متحده                     | هرگز فراموش نکن                                                 | جوزف سارجنت                  | |
| ۱۹۹۱ | کانادا                           | The Quarrel                                                     | الی کوهن                     | |
| ۱۹۹۲ | بریتانیا فرانسه                  | پراگ                                                            | ایان سلر                     | |
| ۱۹۹۲ | ایالات متحده                     | آلن و نیومی                                                     | Sterling Van Wagenen         | بر پایه رمانی از میرین لووی |
| ۱۹۹۲ | ایالات متحده                     | شاهد                                                            | کریس گرولمو                  | فیلم کوتاه |
| ۱۹۹۳ | ایتالیا فرانسه                   | Jona che visse nella balena                                     | روبرتو فائنتسا               | |
| ۱۹۹۳ | ایالات متحده                     | فهرست شیندلر                                                    | استیون اسپیلبرگ              | بر پایه رمانی از تامس کنیلی دربارهٔ زندگی واقعی اسکار شیندلر، صنعتگری که نازیان را به قصد نجات دادن جان یهودیان فریب داد. فیلم برنده ۷ جایزه اسکار از جمله بهترین فیلم شد. |
| ۱۹۹۳ | ایالات متحده                     | Swing Kids                                                      | توماس کارتر                  | |
| ۱۹۹۴ | اتریش                            | Totschweigen                                                    | مارگارت هاینریخ و ادوارد ارن | دربارهٔ کشتار رخنیتس |
| ۱۹۹۵ | فرانسه                           | بینوایان                                                        | کلود لولوش                   | |
| ۱۹۹۵ | ژاپن                             | Anne no nikki                                                   | آکینوری ناگائوکا             | انیمیشنی بر پایه خاطرات آنه فرانک |
| ۱۹۹۶ | ایالات متحده                     | پنهان در سکوت                                                   | ریچارد کولا                  | داستان واقعی دربارهٔ خواهران پودگورسکی که ۱۳ یهودی را از گتو پرزمیسی نجات دادند.                                                                                           |
| ۱۹۹۶ | ایالات متحده                     | آینه خالی                                                       | بری جی. هرشی                 | |
| ۱۹۹۶ | ایالات متحده                     | مردی که آیشمن را دستگیر کرد                                     | ویلیام گراهام                | |
| ۱۹۹۶ | ایالات متحده                     | شب مادر                                                         | کیث گوردن                    | بر پایه رمانی از کرت وانه‌گت، با بازی یک نولتی. |
| ۱۹۹۶ | ایالات متحده                     | حلقه                                                            | Armand Mastroianni           | بر پایه رمانی از دانیل استیل |
| ۱۹۹۶ | ایالات متحده                     | عنصر آتش                                                        | دنیل جی. سالیوان             | بر پایه نمایشنامه ای از جان روبین بیتز |
| ۱۹۹۶ | مجارستان                         | A hetedik szoba                                                 | مارتا مساروش                 | |
| ۱۹۹۷ | ایتالیا فرانسه آلمان Switzerland | آتش‌بس                                                           | فرانچسکو رزی                 | بر پایه خودزندگی‌نامه ای از پریمو لوی |
| ۱۹۹۷ | ایالات متحده                     | Visas and Virtue                                                | کریس تاشیما                  | فیلم کوتاه |
| ۱۹۹۷ | ایتالیا                          | زندگی زیباست                                                    | روبرتو بنینی                 | برنده ۳ جایزه اسکار از جمله بهترین بازیگر مرد برای روبرتو بنینی |
| ۱۹۹۷ | دانمارک بریتانیا آلمان           | The Island on Bird Street                                       | سورن کراگ-یاکوبسن            | بر پایه کتابی از آوری ارلف |
| ۱۹۹۷ | بریتانیا                         | خم شده                                                          | Sean Mathias                 | |
| ۱۹۹۸ | ایالات متحده                     | شاگرد توانا                                                     | برایان سینگر                 | بر پایه رمانی از استیون کینگ |
| ۱۹۹۸ | هلند بلژیک                       | Left Luggage                                                    | یرون کرابه                   | بر پایه رمانی از کارل فریدمان |
| ۱۹۹۸ | ایالات متحده                     | معجزه در نیمه شب                                                | کن کمرون                     | فیلم تلویزیونی |
| ۱۹۹۸ | ایالات متحده                     | راهپیمایی پولا                                                  | جاناتان گروبر                | |
| ۱۹۹۸ | فرانسه بلژیک هلند اسراییل        | Train of Life                                                   | رادو میخائیلانو              | |
| ۱۹۹۸ | آلمان                            | Die Akte B. – Alois Brunner: Die Geschichte eines Massenmörders | جرج هفنر و استر شاپیرا       | |
| ۱۹۹۹ | آلمان                            | امه و جگوار                                                     | ماکس فاربربوک                | |
| ۱۹۹۹ | ایالات متحده                     | حساب شیطان                                                      | دانا دیچ                     | بر پایه رمانی از جین یولن |
| ۱۹۹۹ | آلمان                            | یکشنبه غم‌انگیز                                                  | رولف شوبل                    | بر پایه رمانی از نیک بارکوف |
| ۱۹۹۹ | ایالات متحده                     | یعقوب دروغگو                                                    | Peter Kassovitz              | بر پایه رمانی از یوریک بکر |
| ۱۹۹۹ | آلمان اتریش کانادا مجارستان      | نور خورشید                                                      | ایشتوان سابو                 | |

## دهه ۲۰۰۰
| سال  | کشور                         | عنوان                  | کارگردان                     | توضیح                                                                                         |
| ---- | ---------------------------- | ---------------------- | ---------------------------- | --------------------------------------------------------------------------------------------- |
| ۲۰۰۰ | جمهوری چک                    | Musíme si pomáhat      | یان هژبیک                    |                                                                                               |
| ۲۰۰۰ | کانادا                       | نورنبرگ                | ایو سیمونو                   |                                                                                               |
| ۲۰۰۰ | جمهوری چک                    | Pramen života          | میلان سیسلار                 |                                                                                               |
| ۲۰۰۰ | ایالات متحده لهستان          | Edges of the Lord      | یورک بوگایویچ                |                                                                                               |
| ۲۰۰۱ | ایالات متحده                 | آنه فرانک: تمام داستان | روبرت دورنهلم                | بر پایه کتابی از ملیسا مولر                                                                   |
| ۲۰۰۱ | ایالات متحده بریتانیا        | توطئه                  | فرانک پیرسون                 | فیلم تلویزیونی                                                                                |
| ۲۰۰۱ | ایالات متحده                 | ناحیه خاکستری          | تیم بلیک نلسون               | Based on the book                                                                             |
| ۲۰۰۱ | آلمان                        | هیچ‌کجا در آفریقا       | کارولین لینک                 |                                                                                               |
| ۲۰۰۱ | ایالات متحده                 | خیزش                   | جان اونت                     | فیلم تلویزیونی                                                                                |
| ۲۰۰۲ | فرانسه آلمان                 | آمین.                  | کوستا گاوراس                 | بر پایه نمایشنامه‌ای از رولف هوخهوت                                                            |
| ۲۰۰۲ | فرانسه آلمان بریتانیا لهستان | پیانیست                | رومن پولانسکی                | بر پایه خودزندگی‌نامه از ولادیسلاو اشپیلمان; برنده ۳ جایزه اسکار                               |
| ۲۰۰۲ | جمهوری چک                    | قدرت خوبی              | ماتی میناچ                   | مستند                                                                                         |
| ۲۰۰۳ | مجارستان                     | A Rózsa énekei         | اندور زیلاگی                 |                                                                                               |
| ۲۰۰۳ | ایتالیا                      | پنجره‌های روبرو         | فرزان ازپتک                  |                                                                                               |
| ۲۰۰۳ | ایالات متحده                 | جنگل ترانه‌خوان         | یورگه امیر                   |                                                                                               |
| ۲۰۰۳ | ایالات متحده                 | برآمده از خاکستر       | جوزف سارجنت                  |                                                                                               |
| ۲۰۰۳ | ایالات متحده                 | هیتلر: برآمدن شیطان    | کریستیان دوگای               | فیلم تلویزیونی                                                                                |
| ۲۰۰۳ | آلمان                        | بابی یار               | جف کنیو                      |                                                                                               |
| ۲۰۰۴ | برزیل                        | الگا                   | Jayme Monjardim              |                                                                                               |
| ۲۰۰۵ | لهستان سوئد                  | Ninas resa             | لنا آینهورن                  |                                                                                               |
| ۲۰۰۵ | فرانسه                       | A Love to Hide         | کریستین فور                  | فیلم تلویزیونی                                                                                |
| ۲۰۰۵ | ایالات متحده                 | همه‌چیز روشن شده‌است     | لیو شرایبر                   | بر پایه کتابی از لیو شرایبر                                                                   |
| ۲۰۰۵ | بریتانیا                     | Primo                  | ریچارد ویلسون                | فیلم تلویزیونی                                                                                |
| ۲۰۰۵ | آلمان                        | سوفی شول، روزهای آخر   | مارک روتموند                 |                                                                                               |
| ۲۰۰۵ | مجارستان                     | بی‌سرنوشت               | لایوش کولتائی                | بر پایه کتابی از ایمره کرتس                                                                   |
| ۲۰۰۶ | Netherlands                  | کتاب سیاه              | پل ورهوفن                    |                                                                                               |
| ۲۰۰۶ | آلمان جمهوری چک              | Der Letzte Zug         | یوزف فیلتسمایر/ دانا واورووا |                                                                                               |
| ۲۰۰۶ | ایالات متحده                 | Forgiving Dr. Mengele  | باب هرکیولیز چری پیو         |                                                                                               |
| ۲۰۰۷ | آلمان                        | Spielzeugland          | Jochen Alexander Freydank    |                                                                                               |
| ۲۰۰۷ | بریتانیا                     | آزادی بلزن             | جاستین هاردی                 | نمایشی از روزهای پس از آزادی اردوگاه کار اجباری برگن-بلزن                                     |
| ۲۰۰۷ | آلمان اتریش                  | جاعلان                 | اشتفان روزویتسکی             | بر پایه شرح حالی نوشته آدلف برگر; برنده جایزه بهترین فیلم خارجی هشتادمین دوره جوایز اسکار.    |
| ۲۰۰۸ | بریتانیا                     | خدا در محاکمه          | اندی دی‌ایمانی                |                                                                                               |
| ۲۰۰۸ | بریتانیا ایالات متحده        | پسری در پیژامه راه‌راه  | مارک هرمن                    | اقتباسی از رمان جان بوین                                                                      |
| ۲۰۰۸ | ایالات متحده                 | دعوت به جنگ            | ادوارد زوئیک                 | بر پایه رمانی از نخاما تک                                                                     |
| ۲۰۰۸ | بریتانیا ایالات متحده        | کتاب‌خوان               | استیون دالدری                | بر پایه کتابی از استیون دالدری کیت وینسلت برنده جایزه اسکار برای بهترین بازیگر نقش اول زن شد. |
| ۲۰۰۸ | مجارستان آلمان بریتانیا      | خوب                    | وینسنت اموریم                |                                                                                               |
| ۲۰۰۹ | فرانسه                       | بچه‌های پاریس           | رز بوش                       | بر پایه داستانی واقعی                                                                         |
| ۲۰۰۹ | فرانسه                       | ارتش جنایت             | روبر گدیگیان                 |                                                                                               |
| ۲۰۰۹ | فرانسه                       | کورکورو                | تونی گاتلیف                  | فیلم دربارهٔ نسل‌کشی مردم کولی است.                                                             |
| ۲۰۰۹ | ایالات متحده آلمان           | حرامزاده‌های لعنتی      | کوئنتین تارانتینو            | کمدی جنگی تاریخ جایگزین. نامزد ۸ جایزه اسکار                                                  |
| ۲۰۰۹ | ایالات متحده لهستان کانادا   | دلیری ایرنا سندلر      | جان کنت هریسون               | فیلم تلویزیونی                                                                                |

## دهه ۲۰۱۰
| سال  | کشور                  | عنوان                       | کارگردان                  | توضیح |
| ---- | --------------------- | --------------------------- | ------------------------- | --- |
| ۲۰۱۰ | ایالات متحده لهستان   | دفترچه خاطرات استر          | ماریوش کوتوفسکی           | نمایش دهنده تصاویری از موزه ایالتی آشویتس-برکناو |
| ۲۰۱۰ | فرانسه                | کلید سارا                   | ژیل پراکه-برنبر           | |
| ۲۰۱۰ | جمهوری چک اتریش آلمان | هابرمان                     | یورای هرتز                | بر پایه وقایع منجر به اخراج ۳ میلیون آلمانی از چکسلواکی |
| ۲۰۱۰ | فرانسه                | بچه‌های پاریس                | رز بوش                    | دربارهٔ به‌صف‌کشی ول دیو. |
| ۲۰۱۰ | چین                   | دختری یهودی در شانگهای      | Wang Genfa, Zhang Zhenhui | انیمیشن |
| ۲۰۱۱ | لهستان                | در تاریکی                   | آگنیشکا هولاند            | نامزد بهترین فیلم خارجی هشتاد و چهارمین دوره جوایز اسکار. |
| ۲۰۱۱ | آلمان                 | Wunderkinder                | مارکوس روزنمولر           | دربارهٔ دوستی میان سه کودک با استعداد در زمینه موسیقی |
| ۲۰۱۲ | هلند                  | ساسکیند                     | رودلف ون در برگ           | بر پایه داستان واقعی والتر ساسکیند |
| ۲۰۱۲ | مقدونیه               | نیمه سوم                    | دارکو میترفسکی            | |
| ۲۰۱۲ | صربستان               | سر صبح                      | گوران پاسکالیویچ          | |
| ۲۰۱۳ | آلمان                 | آپارتمانی در برلین          | آلیس اگنس‌کیرشنر           | |
| ۲۰۱۳ | آلمان لهستان          | بدو پسر بدو                 | پپ دنکورت                 | |
| ۲۰۱۳ | سوئیس                 | Akte Grüninger              | آلن گپونر                 | |
| ۲۰۱۳ | جمهوری چک             | کولت                        | میلان سیسلار              | |
| ۲۰۱۳ | لهستان دانمارک        | ایدا                        | پاوو پاولیکوفسکی          | برنده جایزه اسکار بهترین فیلم بین‌المللی در هشتاد و هفتمین دوره جوایز اسکار |
| ۲۰۱۴ | لهستان                | ورشو ۴۴                     | یان کوماسا                | |
| ۲۰۱۴ | آلمان                 | پیچراه دروغ‌ها               | جولیو ریکارلی             | |
| ۲۰۱۴ | فرانسه                | به زندگی                    | ژان-ژاک سیلبرمان          | |
| ۲۰۱۵ | آلمان                 | برهنه در میان گرگ‌ها         | فیلیپ کادلباخ             | |
| ۲۰۱۵ | آلمان                 | مردم علیه فریتز باور        | لارس کراوم                | |
| ۲۰۱۵ | کانادا                | به یاد داشته باش            | آتوم اگویان               | |
| ۲۰۱۵ | روسیه آلمان           | راه خروج                    | میخائیل اوچیتیلف          | فیلم کوتاه. نامزد جشنواره کن |
| ۲۰۱۵ | مجارستان              | پسر شائول                   | لاسلو نمش                 | برنده جایزه اسکار بهترین فیلم بین‌المللی در هشتاد و هشتمین دوره جوایز اسکار؛ برنده جایزه بزرگ در ۲۰۱۵ جشنواره فیلم کن ۲۰۱۵؛ برنده بهترین فیلم غیر انگلیسی‌زبان در هفتاد و سومین مراسم گلدن گلوب |
| ۲۰۱۵ | آلمان                 | Meine Tochter Anne Frank    | ریموند لی                 | فیلم تلویزیونی آلمانی دربارهٔ زندگی آنه فرانک |
| ۲۰۱۶ | آلمان                 | Das Tagebuch der Anne Frank | هانس اشتاینبیکلر          | دربارهٔ زندگی آنه فرانک |
| ۲۰۱۶ | ایالات متحده          | انکار                       | میک جکسون                 | اقتباسی از کتاب انکار هولوکاست |
| ۲۰۱۷ | ایالات متحده بریتانیا | همسر نگهبان باغ وحش         | نیکی کارو                 | اقتباس از رمان همسر نگهبان باغ وحش |
| ۲۰۱۷ | ایالات متحده          | مردی با قلب آهنین           | سدریک هیمنز               | |
| ۲۰۱۷ | فرانسه                | Un sac de billes            | کریستیان دوگای            | |
| ۲۰۱۷ | اسراییل اتریش         | Ha Edut (The Testament)     | امیخای گرینبرگ            | |
| ۲۰۱۸ | روسیه                 | سوبیبور                     | کنستانتین خابنسکی         | |
| ۲۰۱۸ | ایالات متحده          | عملیات نهایی                | کریس وایتز                | دربارهٔ تلاش مأموران اسراییلی برای دستگیری آدولف آیشمن در آرژانتین در ۱۹۶۰ |
| ۲۰۱۸ | Philippines           | بازی کوئزون                 | متیو رز                   | دربارهٔ تلاش مانوئل کوئزون، رئیس‌جمهور وقت فیلیپین، برای نجات یهودیان فراری از آزار و اذیت آلمان                                                                                                |
| ۲۰۱۸ | اسپانیا               | عکاس ماوتهاوزن              | مار تارگارونا             | داستان واقعی فرانسوا بوآ و تلاشش برای مستندسازی زندگی در اردوگاه کار اجباری ماوتهاوزن |
| ۲۰۱۸ | لهستان آلمان هلند     | Werewolf                    | آدرین پنک                 | |
| ۲۰۱۸ | آلمان                 | ترانزیت                     | کریستین پتزولد            | |

## دهه ۲۰۲۰
| سال  | کشور                        | عنوان           | کارگردان          | توضیح                     |
| ---- | --------------------------- | --------------- | ----------------- | ------------------------- |
| ۲۰۲۰ | ایالات متحده بریتانیا آلمان | مقاومت          | جوناتان یاکوبوویچ | بر پایه زندگی مارسل مارسو |
| ۲۰۲۰ | ایالات متحده                | نام من سارا است | استیون اوریت      |                           |